# 袁崇焕评传
《袁崇焕评传》是金庸武侠小说以外的一本人物评传，寫於1975年，此作是对金庸自己的武俠小說作品《碧血剑》的补充。

## 故事概要
类似于袁崇焕的外传，主要创见是认为崇祯杀袁崇焕的根本原因不是中“反间计”，而是两人之间个性的冲突。這是很有見地的說法。金庸认为袁崇煥被處死，已經是下獄後八個月的事，不可能是一時激憤誤殺。
事實上袁崇煥一開始誇口“五年平遼”就種下了殺機，兵科給事中許譽卿對袁崇煥的說法表示懷疑，趁機問袁崇煥“五年之期”真有可能嗎？袁說“聖心焦勞，聊以是相慰耳。”清楚皇上脾氣的許譽卿告訴他：“上英明，安可漫對。異日按期責效，奈何？”袁崇煥才明白他自己是失言了。後來請內帑、主和議，到擅殺毛文龍、私下與皇太極議和，悲劇一步步的展開，三個月後金兵越長城南下兵圍北京城，使得悲劇達到高潮，城外戚畹权贵园亭庄舍被蹂躏殆尽，引起戚畹權贵的极度不满，城中毀謗袁崇煥的謠諑紛傳，就足以讓崇禎“冤殺”之。崇禎三年（1630年），袁崇煥以「擅主和議」、「專戮大帥」的罪名（補充：法司坐崇煥謀叛，定逆案）三年八月，遂磔崇煥于市。
《袁崇煥評傳》結局以小說情節寫道：
|  | 在北京城的深宫里，十八岁的少年皇帝在拍着桌子发脾气。他又是焦急，又是害怕，不断的问太监：“袁蛮子写了信没有？怎么还不写好？这家伙跟我过不去，非将他千刀万剐不可。你们再去催，叫他快写信给祖大寿！”他憔悴苍白的脸上泛起了潮红，眼中布满了红丝，不断的说：“杀了他！杀了他！”…… 在阴森寒冷的御牢裡，袁崇焕提笔在写信给祖大寿，砚台裡会结冰吧？他的手会冻得僵硬吗？会因愤怒而颤抖吗？他的信裡写的是些甚么句子？泪水一定滴上了信笺吧？皇帝的信使快马驰出山海关外，将这封信交在祖大寿的手里。祖大寿读信之后，伏地大哭。讯息传了开去：“督师有信来！”辽河大平原上白茫茫的一片冰雪。数万名间关百战、满身累累枪伤箭疤的关东大汉，伏在地下向着北京号啕痛哭，因为他们的督师快要被皇帝杀死了。战马悲嘶，朔风呼啸，绵延数里的雪地里尽是伏着愤怒伤心的豪士，白雪不断的落在他们的铁盔上、铁甲上…… |

## 人物介紹
- 袁崇焕，打敗努爾哈赤，後來被凌遲而死。
- 毛文龍，皮島的統帥，被袁崇煥以尚方寶劍斬首。
- 祖大壽，袁崇煥手下第一大將，袁崇煥被下獄時，率兵回山海關，由崇煥以書招回。
- 滿桂，与袁崇焕不和，崇禎二年在北京城力抗金兵，與副將孫祖壽、參將周旗等三十餘人戰死。

## 資料來源
1. ↑  《明史·列傳第一百四十七》